# Nassella ancoraimensis
Nassella ancoraimensis là một loài thực vật có hoa trong họ Hòa thảo. Loài này được F.Rojas mô tả khoa học đầu tiên năm 1997 publ. 1998.